# 霍華德山
67°6′S 51°9′E / 67.100°S 51.150°E
霍華德山（英語：Howard Hills）是南極洲的山峰，位於恩德比地，屬於斯科特山脈的一部分，處於比弗冰川以南，該山峰根據澳大利亞探險隊拍攝的空中照片被繪入地圖。